# Koradi
Koradi es una ciudad censal situada en el distrito de Nagpur en el estado de Maharashtra (India). Su población es de 6321 habitantes (2011). Se encuentra a 11 km de Nagpur.

## Demografía
Según el censo de 2011 la población de Koradi era de 6321 habitantes, de los cuales 3265 eran hombres y 3056 eran mujeres. Koradi tiene una tasa media de alfabetización del 90,07%, superior a la media estatal del 82,34%: la alfabetización masculina es del 93,05%, y la alfabetización femenina del 86,92%.